# Georgi Dimitrov
Georgi Dimitrov Michajlov (bulharsky Георги Димитров Михайлов, uváděný někdy po ruském způsobu jako Georgi Michajlovič Dimitrov a v češtině též jako Jiří Dimitrov, 18. června 1882 Kovačevci u Perniku – 2. července 1949 sanatorium Barvicha u Moskvy) byl bulharský komunistický politik, státník, revolucionář a bojovník komunistického hnutí. Známý je také díky aféře požáru budovy Říšského sněmu v Berlíně v roce 1933, kdy byl ze zapálení budovy parlamentu obviněn a sám se před lipským tribunálem obratně hájil.

## Politická kariéra
Dimitrov se již v dobách první světové války zapojil do socialistické opozice v tehdy jen několik desetiletí starém Bulharsku, zmítaném politickými změnami. Později přesídlil do Sovětského svazu, získal jeho občanství a působil v mezinárodním komunistickém hnutí – již roku 1929 byl zvolen za člena středoevropské sekce Kominterny. Jako oběť tehdejšího nacistického režimu byl jeho proces za údajné zapálení budovy Reichstagu ostře sledován. V následujícím období (mezi lety 1935–1943) zastával Dimitrov také funkci generálního tajemníka komunistické internacionály (Kominterny). Jednalo se o posledního tajemníka, neboť posléze byla tato organizace Stalinem zrušena.
Dimitrov patřil k politikům, kteří iniciovali komunistický režim v Bulharsku. Jako vůdce protifašistického hnutí odporu získal jistou popularitu, neboť veřejnost byla s postupným oslabováním Německa, ke kterému se vláda i car přidali, nespokojena. Mnozí totiž stále pamatovali na první světovou válku, která skončila pro Bulharsko – spojence Německa a Rakousko-Uherska – porážkou. Původní koalice antifašistických sil, známá jako Vlastenecká fronta, kde byly zastoupeny mnohé proudy, se postupně transformovala ve prospěch Bulharské komunistické strany a země začala přebírat sovětské praktiky. Během Dimitrovovy vlády v Bulharsku na konci 40. let byly zahájeny rozsáhlé procesy, ve kterých byly odsouzeny desítky až stovky lidí, združstevněno zemědělství a zestátněny podniky a banky.

## Rodina
V roce 1906 se oženil se srbskou módní návrhářkou Ljubicí Ivoševićovou (1882–1933). Jeho druhou manželkou se stala Rosa Fleischmanová z rodiny židovského řezníka v Boskovicích. Seznámil se s ní v roce 1927 ve Vídni, kde pracovala jako novinářka pro list Arbeiter Zeitung. Do Boskovic za ní i tajně dojížděl. Svatbu měli v roce 1934, a poté žili v Sovětském svazu. Žila zde s nimi i Fleischmannova rodina. Rosin bratr Bernard bojoval jako dělostřelec v 1. československém armádním sboru. V září 1947 Dimitrov kontaktoval Rudolfa Slánského, aby zajistil pomoc pro Fleischmannovu rodinu, která se se sovětskými pasy vracela z Moskvy do Boskovic. Jeho syn Míťa se narodil v roce 1936 a v dubnu 1943 zemřel na záškrt. V roce 1944 adoptoval Dimitrov tříletého bulharského chlapce Bojka, pozdějšího bulharského ministra zahraničí.

## Kult osobnosti

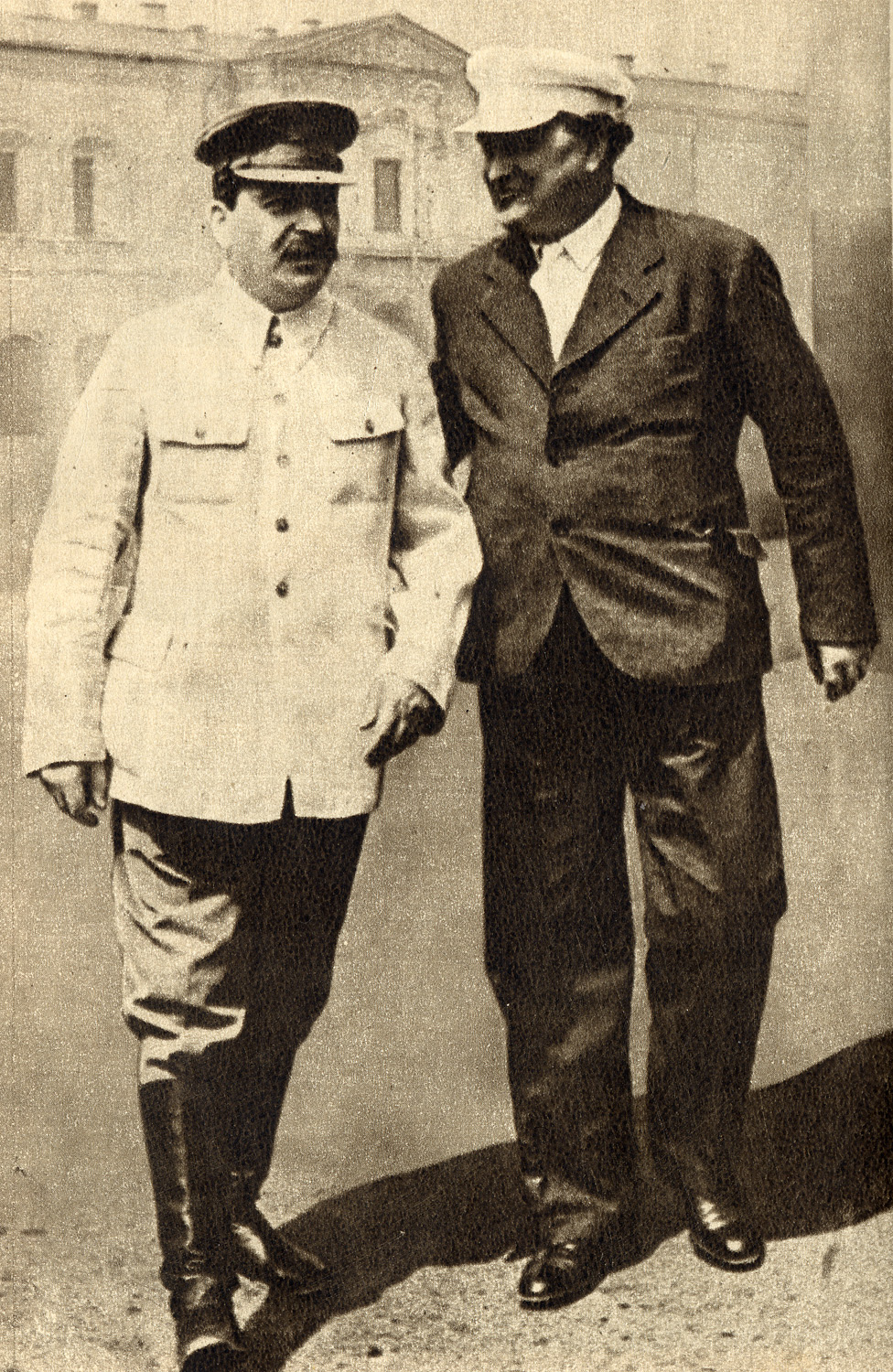
Josif Stalin (vlevo) a Georgi Dimitrov (vpravo) v Moskvě v roce 1936

Po Dimitrovově smrti v roce 1949 bylo po vzoru Lenina vybudováno v Sofii ve jménu jeho odkazu mauzoleum, Dimitrovův rodný dům byl změněn na muzeum. Začal se vytvářet kult osobnosti. Nejvyšším řádem komunistického Bulharska se stal Dimitrovův řád, řada ulic i škol nesla jeho jméno.
V českých zemích neslo jméno Jiřího Dimitrova např. náměstí v Praze 7 (od roku 1948, dříve Holešovické náměstí) a základní škola tamtéž. Dokonce slévárna ČKD Blansko byla pojmenována jeho jménem. Socha Dimitrova se nyní nachází v areálu sléváren. Po roce 1989 bylo náměstí přejmenováno na Ortenovo náměstí a škola na Základní školu T.G. Masaryka.